# Pioglitazonă
Pioglitazona (cu denumirea comercială Actos) este un medicament antidiabetic din clasa tiazolidindionelor, fiind utilizat în tratamentul diabetului zaharat de tipul 2. Calea de administrare disponibilă este cea orală.

## Utilizări medicale
Pioglitazona este utilizată în tratamentul diabetului zaharat de tip 2 (non-insulino-dependent), singură sau în asociere cu:
- Insulină
- Metformină
- Derivați de sulfoniluree

sau combinații ale acestora, la pacienții adulți la care nu s-a realizat controlul glicemic adecvat cu dozele maxime tolerate ale acestor tratamente orale.

## Reacții adverse
Principalele efecte adverse asociate tratamentului cu pioglitazonă sunt: dureri musculare, infecții ale căilor respiratorii superioare și creșteri în greutate.
Medicamentul prezintă un risc de a induce cancer de vezică urinară, fapt pentru care a fost retras de pe piață în Franța.